# Marek Nowak (strzelec)
Marek Nowak (ur. 6 kwietnia 1967 w Warszawie) – polski strzelec sportowy, trener, olimpijczyk z Atlanty 1996.

## Kariera sportowa
Zawodnik specjalizujący się w strzelaniu z pistoletu, reprezentował klub Gwardia Warszawa. Wielokrotny (43) medalista mistrzostw Polski w latach 1984-2003.
Jako junior był medalistą mistrzostw Europy juniorów: srebrnym w konkurencji pistoletu szybkostrzelnego 2 x 30 strzałów drużynowo (partnerami byli: Ireneusz Zieliński, Roman Łaski w roku 1986, indywidualnie w roku 1987 w konkurencji strzelania z pistoletu szybkostrzelnego 2 x 30 strzałów oraz złotym w drużynie (partnerami byli: Artur Zwolak, Roman Łaski).
Medalista mistrzostw Europy: brązowy w konkurencji pistoletu pneumatycznego 60 strzałów w roku 1994 indywidualnie oraz złoty w konkurencji drużynowej (partnerami byli: Jerzy Pietrzak, Paweł Hadrych).
Na igrzyskach wystartował w konkurencji strzelania z pistoletu dowolnego 50 metrów zajmując 11. miejsce oraz w konkurencji strzelania z pistoletu pneumatycznego 10 metrów zajmując 29. miejsce.